# Victor Lundberg
Nils Victor Lundberg, född 20 mars 1859 i Hedvig Eleonora församling i Stockholm, död 7 april 1939 i Täby församling, Stockholms stift, var en svensk skådespelare.

## Biografi
Han var 1879–1882 elev vid Kungliga teatern, och var därefter engagerad i olika mindre teatersällskap. Han var verksam vid Svenska teatern i Stockholm 1886–1887, och hos teaterdirektör Lindmark 1887–1888. Åren 1888–1893 var han engagerad vid Stora teatern i Göteborg. Han återvände till Stockholm 1893 och var fram till 1895 vid Hjalmar Selanders teatersällskap. Han var därefter verksam vid Albert Ranfts olika teatrar i Stockholm.
Vid sidan av teatern var Lundberg verksam som filmskådespelare. Han debuterade 1913 i Victor Sjöströms Löjen och tårar och kom att medverka i tio filmer. Han gjorde sin sista filmroll 1934 i Pettersson - Sverige.
Victor Lundberg blev mest uppskattad för sina komiska roller. Han är begravd på Täby kyrkogård.

## Filmografi
- 1913 – Löjen och tårar
- 1913 – Lady Marions sommarflirt
- 1913 – Äktenskapsbyrån
- 1915 – Det var i maj
- 1915 – Kampen om en Rembrandt
- 1923 – Grönköpings veckorevy
- 1924 – Carl XII:s kurir
- 1924 – Dan, tant och lilla fröken Söderlund
- 1932 – Kärlek och kassabrist
- 1934 – Pettersson - Sverige

## Teater

### Roller (ej komplett)
| År   | Roll                     | Produktion                                                            | Regi              | Teater                     |
| ---- | ------------------------ | --------------------------------------------------------------------- | ----------------- | -------------------------- |
| 1882 | Landry Barbeaud          | Syrsan Charlotte Birch-Pfeiffer                                       |                   | Södra Teatern              |
| 1889 | Holt                     | Ett köpmanshus i skärgården Frans Hedberg                             | Albert Ranft      | Stora Teatern, Göteborg    |
| 1891 | Dödgrävaren              | Hamlet William Shakespeare                                            |                   | Stora Teatern, Göteborg    |
| 1891 | Engelsöe, student        | Ett silverbröllop Emma Gad                                            |                   | Mindre teatern, Göteborg   |
| 1896 | Bouzin                   | Fernands giftermål Georges Feydeau                                    |                   | Vasateatern                |
| 1896 | Lars Porsöl              | Med Sveriges allmoge Hugo Fröding                                     |                   | Arenateatern               |
| 1897 | Briguet                  | Sköldpaddan Léon Gandillot                                            |                   | Vasateatern                |
| 1898 | Sira Viljam              | Kungsämnena Henrik Ibsen                                              | Harald Molander   | Vasateatern                |
| 1898 | Överkyparen              | Familjen Jensen Edgard Høyer                                          |                   | Svenska teatern, Stockholm |
| 1898 | En stallknekt            | Konung Richard II William Shakespeare                                 | August Lindberg   | Svenska teatern, Stockholm |
| 1899 | Klockaren                | Stor-Klas och Lill-Klas Gustaf af Geijerstam                          | Harald Molander   | Svenska teatern, Stockholm |
| 1899 | Gubben Baumert           | Vävarna Gerhart Hauptmann                                             | Harald Molander   | Svenska teatern, Stockholm |
| 1900 | de Guygiron              | Colinette G. Lenotre och Gabriel Martin                               |                   | Vasateatern                |
| 1900 |                          | Erotik Gustav Wied                                                    |                   | Södra Teatern              |
| 1900 |                          | Stiliga Augusta Gustaf af Geijerstam                                  |                   | Södra Teatern              |
| 1900 | Jakob                    | Jakob och Kristoffer Peter Egge                                       |                   | Södra Teatern              |
| 1900 | Informatorn              | En sommarsaga Pehr Staaf                                              |                   | Södra Teatern              |
| 1901 | Carl Andersson, portvakt | Stiliga Agusta Gustaf af Geijerstam                                   | Albert Ranft      | Södra Teatern              |
| 1902 | Mikkel Shark             | Sherlock Holmes Walter Christmas                                      |                   | Svenska teatern, Stockholm |
| 1904 | Don Gusman               | Figaros bröllop Pierre de Beaumarchais                                |                   | Svenska teatern, Stockholm |
| 1905 |                          | Fjärde paragrafen Gustav Kadelburg                                    |                   | Svenska teatern, Stockholm |
| 1905 |                          | En sportidiot Kurt Kraatz                                             |                   | Djurgårdsteatern           |
| 1905 |                          | Tio millioner för en arvinge                                          |                   | Djurgårdsteatern           |
| 1906 | Tolken                   | English spoken Tristan Bernard                                        |                   | Södra Teatern              |
| 1907 | Kanonikus Chasuble       | Mister Ernst (The Importance of Being Ernest) Oscar Wilde             |                   | Vasateatern                |
| 1907 |                          | Fernands giftermål Georges Feydeau                                    |                   | Vasateatern                |
| 1907 | Regnier                  | Vackra Marseillesiskan Pierre Berton                                  |                   | Vasateatern                |
| 1907 | Majoren                  | Herculespillerna Maurice Hennequin                                    |                   | Vasateatern                |
| 1907 | Kungl. sekter Pihlén     | Det skadar inte Frans Hedberg                                         |                   | Vasateatern                |
| 1907 |                          | Cathérine Henri Lavedan                                               |                   | Vasateatern                |
| 1908 |                          | Det nya huset Thore Blanche                                           |                   | Vasateatern                |
| 1908 |                          | Har ni något att förtulla? Maurice Hennequin                          |                   | Vasateatern                |
| 1908 | Rev. Peter Pottleberry   | Bland bålde riddersmän Harriett Jay                                   | Knut Nyblom       | Vasateatern                |
| 1909 |                          | Arsène Lupin Francis de Croisset och Maurice Leblanc                  | Knut Nyblom       | Oscarsteatern              |
| 1910 | Lehuchois                | Sendraget Maurice Hennequin                                           | Knut Nyblom       | Vasateatern                |
| 1910 | Leopold Weber            | Löjtnanten som förmyndare Leo Walter Stein                            | Knut Nyblom       | Vasateatern                |
| 1910 | Gonthier                 | Utan inbjudningskort Tristan Bernard                                  | Knut Nyblom       | Vasateatern                |
| 1910 | Eugen                    | English spoken Tristan Bernard                                        | Knut Nyblom       | Vasateatern                |
| 1911 | Bill Avery               | Alias Jimmy Valentine Paul Armstrong                                  | Knut Nyblom       | Vasateatern                |
| 1911 | Etienne Beconnet         | Coralie och Co Maurice Hennequin och Albin Valabrègue                 | Knut Nyblom       | Vasateatern                |
| 1911 | Chausette                | Ballongen Paul Armont och Nicolas Nancey                              | Knut Nyblom       | Vasateatern                |
| 1911 | Hippolyte Serjeux        | Nattlampan Miguel Zamocois                                            |                   | Vasateatern                |
| 1911 | Mathieu                  | Spökhotellet Georges Feydeau och Maurice Desvalliéres                 | Albert Ranft      | Oscarsteatern              |
| 1911 | Thomas Crochard          | 1.000.000 Georges Berr och Marcel Guillemand                          | Knut Nyblom       | Vasateatern                |
| 1912 | Bolin                    | Leda och svanen Algot Sandberg                                        | Knut Nyblom       | Vasateatern                |
| 1912 | Josephson                | Kommanditbolaget Wall, Berger & C:o Einar Fröberg                     | Knut Nyblom       | Vasateatern                |
| 1912 |                          | Den nakna sanningen (The Naked Truth) George Paston och W.B. Maxwell  |                   | Vasateatern                |
| 1913 | Christian                | Min herr far Franz Arnold och Victor Arnold                           | Knut Nyblom       | Vasateatern                |
| 1913 | David Stern              | Som man är klädd... Gábor Drégely                                     | Knut Nyblom       | Vasateatern                |
| 1913 | Tricointe                | Borgmästarinnan (La presidente) Maurice Hennequin och Pierre Veber    | Albert Ranft      | Vasateatern                |
| 1914 | Telesloro Morán          | Affären Costa Negra Gustaf Janson                                     | Knut Nyblom       | Vasateatern                |
| 1914 | Jules Rognettes          | När fruarna resa André Monetzi-Eon och Nicolas Nancey                 | Knut Nyblom       | Vasateatern                |
| 1914 | Teodor                   | Trötte Teodor Max Neal och Max Ferner                                 | Knut Nyblom       | Vasateatern                |
| 1915 | Adolf Lindemann          | Nattfrämmande Fritz Friedmann-Frederich                               |                   | Vasateatern                |
| 1915 | Eugen                    | English spoken Tristan Bernard                                        |                   | Vasateatern                |
| 1915 | Bouzin                   | Ferdinands giftermål Georges Feydeau                                  |                   | Vasateatern                |
| 1917 | Andrew Bullivant         | Diamanten Horace Hedges och Wigney Percyval                           | Knut Nyblom       | Vasateatern                |
| 1917 |                          | Dollarmiljonen Anders Eje                                             | Knut Nyblom       | Vasateatern                |
| 1917 | Victor Lundberg          | Victor Lundbergs barn Hans Sturm                                      | Knut Nyblom       | Vasateatern                |
| 1918 | Trambouze                | Damen från bion Nicolas Nancey och Jean Rieux                         | Knut Nyblom       | Vasateatern                |
| 1918 | Schlesinger              | Den bättre hälften Franz Arnold och Ernst Bach                        | Knut Nyblom       | Vasateatern                |
| 1919 | Silbiger                 | Hertiginnans halsband Wolfgang Polaczek och Hugo Schönbrunn           | Knut Nyblom       | Vasateatern                |
| 1920 |                          | Kvinnorövaren Georges Berr                                            |                   | Vasateatern                |
| 1920 |                          | Hotellråttan Marcel Gerbidon och Paul Armont                          |                   | Vasateatern                |
| 1920 |                          | Mrs Taradines inkvartering F. Tennyson Jesse och Harold Marsh Harwood | Knut Nyblom       | Vasateatern                |
| 1921 | Tricointe                | Borgmästarinnan (La presidente) Maurice Hennequin och Pierre Veber    | Albert Ranft      | Vasateatern                |
| 1921 | Archibald Root           | En fransysk visit Reginald Berkeley                                   | Nils Johannisson  | Vasateatern                |
| 1921 | Cyrus Martin             | Annonsera! Roi Cooper Megrue och Walter Hackett                       | Knut Nyblom       | Vasateatern                |
| 1923 |                          | Det stängda paradiset Maurice Hennequin och Romain Coolus             | Knut Nyblom       | Vasateatern                |
| 1923 | Lavirette                | Andra bröllopsnatten Maurice Hennequin                                | Knut Nyblom       | Vasateatern                |
| 1923 | Abel                     | Bläckplumpen Ernest Vajda                                             | Knut Nyblom       | Vasateatern                |
| 1923 | Nicou                    | Jag är skyldig dig en hustru Yves Mirande och Henri Géroule           | Knut Nyblom       | Vasateatern                |
| 1923 | Major Penchard           | Fruar på krigsstråt Georges Feydeau                                   | Albert Ranft      | Vasateatern                |
| 1924 |                          | Min sällskapsdam André Picard                                         | Knut Nyblom       | Vasateatern                |
| 1924 |                          | På hal is Franz Arnold och Ernst Bach                                 | Knut Nyblom       | Vasateatern                |
| 1924 |                          | Krokodilen Karl Strecker                                              | Knut Nyblom       | Vasateatern                |
| 1924 | Tricointe                | Borgmästarinnan (La presidente) Maurice Hennequin och Pierre Veber    | Albert Ranft      | Vasateatern                |
| 1924 | Cathabard                | Hans oäkta dotter Pierre Chaine                                       | Knut Nyblom       | Vasateatern                |
| 1925 |                          | Ett felsteg Eugen Burg och Louis Taufstein                            | Knut Nyblom       | Vasateatern                |
| 1925 |                          | Kvitt eller dubbelt Theophilus Charlton                               | Knut Nyblom       | Vasateatern                |
| 1925 |                          | Nattens drottning Franz Arnold, Ernst Bach och Walter Kollo           | Valdemar Dalquist | Vasateatern                |
| 1925 | Adams, betjänt           | Fröken X, Box 1742 Cyril Harcourt                                     | Rune Carlsten     | Djurgårdsteatern           |
| 1926 | Tricointe                | Borgmästarinnan (La presidente) Maurice Hennequin och Pierre Veber    | Albert Ranft      | Vasateatern                |